# 주안 가르시아
주안 가르시아 폰스(카탈루냐어: Joan García Pons, 2001년 5월 4일 ~ )는 스페인의 축구 선수로 현재 스페인 라리가의 바르셀로나에서 골키퍼로 활약하고 있다.

## 출전 통계
| 클럽     | 시즌    | 출전 | 득점 |
| -------- | ------- | ---- | ---- |
| 에스파뇰 | 2021-22 | 4    | 0    |
| 에스파뇰 | 2022-23 | 4    | 0    |
| 에스파뇰 | 2023-24 | 21   | 0    |
| 에스파뇰 | 2024-25 | 38   | 0    |

## 수상

#### 스페인
- 하계 올림픽 금메달 : 2024

### 개인
- 라리가 시즌의 팀 : 2024-25
- 라리가 시즌의 세이브 : 2025년 2월, 3월
- 에스파뇰 올해의 선수 : 2023-24